# Ина Демирева
Ина Драгомирова Демирева, с фамилно име по съпруг Лутай, е българска състезателка по фигурно пързаляне при танцовите двойки.
Заедно с естонския фигурист Юрий Куракин са вицешампиони на България през 2006 г. Състезавала се е също в двойка с Николай Баколов и с Цветан Георгиев.
Тя е по-малка сестра на световната шампионка при танцовите двойки Албена Денкова. Ина се омъжва през април 2010 г. за руския индивидуален фигурист Андрей Лутай, който става треньор в България. Дъщеря им Силвия е родена през септември 2010 г.